# ایستگاه چم سنگر
ایستگاه چم سنگر (همچنین با نام چم شکار نیز شناخته می‌شود)، روستایی از توابع بخش پاپی شهرستان خرم‌آباد در استان لرستان ایران است.

## جمعیت
این روستا در دهستان چم سنگر قرار دارد و براساس سرشماری مرکز آمار ایران در سال ۱۳۸۵، جمعیت آن ۵۱۵ نفر (۱۰۳خانوار) بوده‌است.